# 명탐정 브라운 신부
명탐정 브라운 신부(Father Brown)는 2013년 1월 14일부터 방영중인 BBC One 드라마이다.

## 한국판 성우진(cpbc)
- 이호인 - 브라운 신부(마크 윌리엄스)
- 임수아 - 맥카시 부인(소차 쿠삭)
- 이종혁 - 발렌타인 경위(휴고 스피어, 시즌 1~2)
- 최정현 - 수지(캐시아 콜러젝, 시즌 1)
- 곽윤상 - 시드 카터(알렉스 프라이스)
- 박형욱 - 펠리시아(낸시 캐롤)